# Julen Lobete
Julen Lobete, né le 18 septembre 2000 à Lezo en Espagne, est un footballeur espagnol qui évolue au poste d'avant-centre au Málaga CF.

## Biographie

### En club
Né à Lezo en Espagne, Julen Lobete est formé par la Real Sociedad. Le 4 janvier 2020, il prolonge son contrat avec le club jusqu'en juin 2023,.
Sous la direction de Xabi Alonso, Lobete participe à la montée de l'équipe B en deuxième division espagnole à l'issue de la saison 2020-2021.
Il fait ses débuts en équipe première lors d'une rencontre de Liga, le 15 août 2021 face au FC Barcelone. Il entre en jeu à la place de Portu et se fait remarquer en inscrivant également son premier but, mais son équipe s'incline par quatre buts à deux ce jour-là,.
Le 26 juillet 2022, Julen Lobete s'engage en faveur du Celta de Vigo pour un contrat de quatre ans. Deux jours plus tard il est prêté au RKC Waalwijk, aux Pays-Bas, pour une saison.
Le 30 juin 2023, Julen Lobete est de nouveau prêté pour une saison, cette fois au FC Andorra.
Le 2 août 2024, Julen Lobete quitte définitivement le Celta de Vigo où il n'aura jamais joué, et rejoint le Málaga CF. Il signe un contrat de trois ans, soit jusqu'en juin 2027.

### En sélection
Julen Lobete est convoqué pour la première fois avec l'équipe d'Espagne espoirs en novembre 2021. Il joue son premier match avec les espoirs le 12 novembre 2021 contre Malte. Entré en jeu ce jour-là, il se fait remarquer en inscrivant également son premier but, participant ainsi à la victoire des siens (0-4 score final).